# Dmytro Skapintsev
Dmytro Vjatjeslavovytj Skapintsev, ukrainska: Дмитро В'ячеславович Скапінцев, född 12 maj 1998 i Tjerkasy, är en ukrainsk professionell basketspelare (C) som spelar för Boston Celtics i National Basketball Association (NBA). Han har tidigare spelat för New York Knicks.
Skapintsev blev aldrig NBA-draftad.
Han har tidigare spelat som proffs i Ukraina och Litauen.